# بيل كولير
بيل كولير (بالإنجليزية: Bill Collier)‏ هو لاعب دوري الرغبي أسترالي، ولد في 27 يونيو 1921 في كوغارة ‏ في أستراليا، وتوفي في 20 أكتوبر 2015 في Mortdale, New South Wales ‏ في أستراليا.